# Нью-Джерсі Девілс
«Нью-Дже́рсі Де́вілс» (укр. Дияволи Нью-Джерсі, англ. New Jersey Devils) — професіональна хокейна команда розташована в місті Ньюарк в Нью-Джерсі. Команда заснована у 1974 в місті Канзас-Сіті, Міссурі. У 1976 команда переїхала до Денвера, Колорадо. Нарешті, у 1982 команда переїхали до Іст-Рутерфорд у Нью-Джерсі.
 Команда — член Столичного дивізіону, Східної конференції, Національної хокейної ліги.
Домашнє поле для «Нью-Джерсі Девілс» — Пруденшл-центр.
«Девілс» виграли хокейний трофей Кубок Стенлі у роках: 1994—95, 1999—00, 2002—03.

## Володарі Кубка Стенлі

### Сезон 1994—1995
| Воротарі: Мартен Бродер, Кріс Террері Захисники: Скотт Стівенс (К), Кен Данейко, Томмі Альбелін, Кріс Макальпін, Брюс Драйвер, Скотт Нідермаєр, Кевін Дін, Шон Чемберс Нападники: Ніл Бротен, Джим Дауд, Браєн Ролстон, Сергій Брилін, Ренді Маккей, Майк Пелузо, Білл Герін, Джон Маклін, Боббі Голик, Том Чорскі, Боббі Карпентер, Дентон Коул, Клод Лем'є, Валерій Зелепукін, Стефан Ріше Головний тренер: Жак Лемер Генеральний менеджер: Лу Ламорелло |

### Сезон 1999—2000
| Воротарі: Мартен Бродер, Кріс Террері Захисники: Бред Бомбардир, Кен Данейко, Володимир Малахов, Скотт Нідермаєр, Браєн Рафалскі, Скотт Стівенс (К), Кен Саттон, Колін Вайт Нападники: Джейсон Арнотт, Стів Брюле, Сергій Брилін, Патрік Еліаш, Скотт Гомес, Боббі Голик, Стів Келлі, Клод Лем'є, Джон Медден, Ренді Маккей, Олександр Могильний, Сергій Нємчинов, Кшиштоф Олива, Джей Пандолфо, Петр Сикора Головний тренер: Ларрі Робінсон Генеральний менеджер: Лу Ламорьєлло |

### Сезон 2002—2003

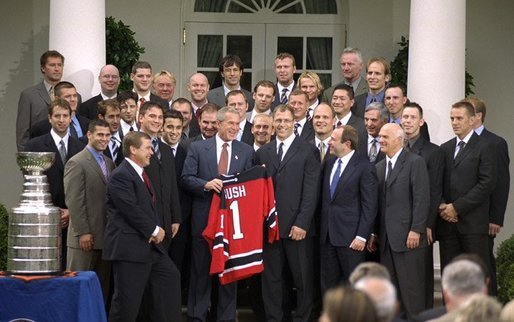
«Нью-Джерсі Девілс» з президентом США Джорджем Бушем після перемоги у плей-оф НХЛ (2003 р.)

| Воротарі: Мартен Бродер, Корі Шваб Захисники: Томмі Альбелін, Кен Данейко, Скотт Нідермаєр, Браєн Рафалскі, Ріхард Шмеглик, Скотт Стівенс (К), Олег Твердовський, Колін Вайт Нападники: Їржі Бічек, Сергій Брилін, Патрік Еліаш, Джефф Фрізен, Браєн Джіонта, Скотт Гомес, Джеймі Лангенбраннер, Джон Медден, Грант Маршалл, Джим Маккензі, Джо Ньювендайк, Джей Пандолфо , Паскаль Реом, Майкл Рапп, Тернер Стівенсон Головний тренер: Пет Бернс Генеральний менеджер: Лу Ламорьєлло |